# خربقة
خربقة (بفتح الخاء وسكون الراء وفتح الباء) لعبة تقليدية ذهنية وتسلية منتشرة في  المغرب العربي.

## قواعد اللعب
ترسم على الأرض رقعة تتكون من تسعة وأربعين خانة، أي 7 خانات على 7 خانات. ويكون لكل واحد من اللاعبين المتنافسين أربعة وعشرين قطعة متماثلة كأن تكون حصى أو نوى أو ما شابه. يقوم اللاعب الأول بملء خانتين اثنتين ويعقبه الثاني بمثل ما فعل، وهكذا دواليك حتى يقع ملء كل الخانات ماعدا الخانة الوسطى فإنها تبقى فارغة. يتقدم اللاعب الأول بقطعة من قطعه التي تكون محاذية للخانة الوسطى، ثم يعقبه اللاعب الثاني، وكلما تمكن أحد اللاعبين خلال دوره من محاصرة قطعة أو أكثر من قطع منافسه يخرجها من الرقعة. وتكون المحاصرة بقيام أحد اللاعبين بتحريكة واحدة لقطعة من قطعه بحيث تصبح قطعة المنافس بين قطعتين لنفس اللاعب. وفي الأثناء كلما تمكن أحد اللاعبين من توفير عدد من قطعه التي بإمكانه أن يخرجها دون أن يختل وضعه على الرقعة، يقوم بإخراجها من الرقعة ويطلب من منافسه مقابلا لها إخراج قطعتين اثنتين، وتسمى هذه العملية في الجنوب التونسي الهف (بفتح الهاء وسكون الفاء). ويكون الفوز للاعب الذي يتبقى له أكثر عدد من القطع وينسحب اللاعب الذي لم يبق له إلا عدد قليل جدا من القطع.

## للصغار أيضا
الخربقة هي لعبة الكبار والصغار، إلا أنه بالنسبة للصغار تكون الرقعة ذات 25 خانة فقط، أي 5 خانات على 5 خانات، ولا يمارس خلالها الهف.

## مرجع
محمد الهادي فريجة، ألعاب من ذاكرة الصحراء، مطبعة الخدمات السريعة، قابس 2007.